# 慕容交
慕容交（？—362年），又名慕容友，昌黎郡棘城县（今辽宁省锦州市义县西北）人，追尊燕文明帝慕容皝之子，前燕宗室、官员。

## 生平
永和四年十一月甲辰（349年1月1日），慕容皝下葬，慕容儁即位，任命弟弟慕容友为左贤王。354年，前燕皇帝慕容儁封安东将军慕容霸为吴王，左贤王慕容友为范阳王，散骑常侍慕容厉为下邳王，散骑常侍慕容宜为庐江王，宁北将军慕容度为乐浪王。362年六月十五日，前燕征东参军刘拔在信都刺杀了征东将军、冀州刺史、范阳王慕容友。